# Волынский, Николай Георгиевич

## Биография
ВОЛЫНСКИЙ Николай Георгиевич, петербургский писатель и журналист, переводчик художественной литературы и поэзии. Родился 7 января 1949 года в городе Златополе УССР. Отец Волынский Георгий Алексеевич, инженер-геодезист. Мать Волынская Полина Александровна, учительница, потом ответственный работник исполкома горсовета г. Кировограда. Дядя Волынский Борис Алексеевич, ученый, астрофизик и астроном, профессор заведующий кафедрой Ярославского государственного университета, известный педагог. Был первым в СССР начальником станции по наблюдению за искусственными спутниками Земли. Жена Маршак Лариса Николаевна.
Волынский Н. Г. закончил среднюю школу № 11 г. Кировограда. Публиковаться начал с 15 лет. После окончания школы был принят корреспондентом в газету «Заря коммунизма», однако уже через год решил набраться жизненного опыта и уехал в горы, на Тянь-Шань работать в поисковой партии Северо-Киргизской геологической экспедиции. Впоследствии с той же целью сменил несколько профессий. Был слесарем на заводе, техником в НИИ, санитаром скорой помощи и в морге, школьным учителем, корреспондентом газеты «Ленинградский университет». В 1969 году поступил на филологический факультет Ленинградского университета - на кафедру германской филологии, но диплом защищал на кафедре русского языка и литературы.
Все это время продолжал писать, публиковать собственные произведения и заниматься переводами с английского, немецкого и сербохорватского языков. Больше всего работал с произведениями таких мастеров, как Э.- М. Ремарк, Вальтер Йенс, Ганс Фаллада, Роальд Даль, Луис Фюрнберг, Ингеборг Бахманн, Йоле Станишич и др.
В 1972 году был принят в Союз журналистов СССР.
В 1985 году закончил Институт политологии (бывшая ВПШ).
Журналистская карьера складывалась последовательно. Редактор медицинской газеты «Пульс», корреспондент «Ленинградской правды», собственный корреспондент «Правды», в которой проработал более 20 лет. Один из первых в центральной печати констатировал гибельность политики Генерального секретаря ЦК КПСС М. С. Горбачева, который привел страну к разрушению, а народ к непрерывным войнам, бедам и страданиям.
Все это время публиковал документальные и художественные очерки, повести, романы, переводы в различных издательствах, в 34 сборниках, альманахах, журналах «Подъем», «Север», «Волга», "Пионер", «Барвинок» и др. Наиболее значительные работы — повести и романы «Трубный зов» (в соавторстве), «Кофе из Коста-Рики», «Год беспощадного солнца», «Глокая куздра», «Двойник президента».
Особняком стоит широкомасштабная историческая эпопея «Наследство последнего императора» в 4-х томах. Это книга о двух катастрофах России XX века — 1917 и 1991 гг. В ней, наряду с вымышленными, действуют реальные исторические лица — Николай II, Александр Керенский, Владимир Ленин, Яков Свердлов, Александр Колчак, комиссар В. Яковлев, президенты США Джордж Буш и Билл Клинтон, премьер-министр Великобритании Маргарет Тэтчер, Михаил Горбачев, Борис Ельцин, Анатолий Собчак, Анатолий Чубайс, Борис Немцов и др. Книга написана на основе новейших исторических документов, исследований, улик и свидетельств с художественной реконструкцией темных и загадочных эпизодов отечественной истории. Но это вполне художественное произведение с увлекательным сюжетом. Книга получила высокую оценку экспертов - известного историка академика РАН В. В. Алексеева, доктора филологических наук старшего научного сотрудника Института русской литературы (Пушкинский Дом) А. И. Михайлова, в публикациях «Литературной России» и различных интернет-изданий.
Последние 12 лет изучал проблему так называемых «екатеринбургских останков» - захоронения предполагаемых трупов расстрелянной царской семьи Романовых и их приближенных. После тщательного изучения огромного и противоречивого материала пришел к выводу, что «екатеринбургские останки» никакого отношения к Романовым не имеют. Подробно все описано в книгах «Глокая куздра» и «Наследство последнего императора».
Живет и работает в Санкт-Петербурге.